# Medina (pjevačica)
Medina (rodno ime Andrea Fuentealba Valbak; Århus, Danska, 30. studenog 1982.) je dansko-čileanska dance, R&B i hip hop pjevačica te tekstopisac.
Izdala je svoje prve singlove u Danskoj "Flå" i "Et øjeblik" 2007. godine, nakon kojih je izdala svoj debi album "Tæt på" ("Izbliza").
Nacionalna slava joj je porasla nakon izdavanja singla "Kun for mig", glavnog singla s njenog drugog albuma "Velkommen til Medina". Singl je postao veliki hit tijekom 2008. i 2009., a proveo je sedam tjedana na prvom mjestu na danskoj top ljestvici dance pjesama. "Kun for mig" je postao najprodavaniji singl u 2009. u Danskoj. Proveo je šest tjedana na prvom mjestu na danskoj ljestvici singlova, a prodan je u 75 000 primjeraka i dobio je trostruku platinastu certifikaciju. A i ostala dva singla s novog albuma, "Velkommen til Medina" i "Ensom" dobila su platinaste certifikacije. status. Četvrti singl "Vi to" dobio je zlatnu certifikaciju, a prodan je u 15 000 primjeraka te bio na drugom mjestu top ljestvice danskih singlova i radio airplay ljestvice.
Sam album je izdan u Danskoj u kolovozu 2009., prodan je u 40 000 primjeraka i osvojio platinastu certifikaciju.
U rujnu 2009. godine, Medina je izdala englesku verziju pjesme "Kun for mig" koja nosi ime "You and I", izdana je u Ujedinjenom Kraljevstvu, Njemačkoj, Austriji te Švicarskoj. Ova inačica je dosegla trideset i deveto mjesto na britanskoj i deseto mjesto na njemačkoj ljestvici singlova.
U srpnju 2010. godine, Medinin engleski debitantski album "Welcome to Medina" objavljen je u Njemačkoj, Austriji i Švicarskoj. Album se sastoji od četiri singla s njegovog danskog prethodnika te sedam novih pjesama.
2009. godine, dva Medinina suradnička singla su dosegla vrh danske top ljestvice. "100 dage" je singl u kojem je gostovao Thomas Helmig, a u singlu Burhana G "Mest ondt" je ona gostovala.
Osvojila je nagradu za najboljeg danskog izvođača na MTV Europe Music Awards 2009, za najbolju dansku pjevačicu na Zulu Awards 2010 te za najboljeg danskog izvođača i najbolji danski album na Danish DeeJay Awards 2010.

## Diskografija

### Albumi
| 2007.                                                                                | Tæt på - Izdan: 17. rujna 2007. - Producentska kuća: At:tack Music - Formati: CD                                      | —  | — | — | —  | —  |                 |
| 2009.                                                                                | Velkommen til Medina - Izdan: 31. kolovoza 2009. - Producentska kuća: At:tack Music - Formati: CD, digitalni download | 2  | — | — | —  | —  | - DEN: Platinum |
| 2010.                                                                                | Welcome to Medina - Izdan: 23. srpnja 2010. - Producentska kuća: EMI - Formati: CD, digitalni download                | 11 | — | 9 | 45 | 24 |                 |
| "—" znači da album nije izdan u toj državi ili nije dosegao mjesto na top ljestvici. | |    |   |   |    |    |                 |

### Singlovi
| Danski singlovi                                                                      |                                |    |    |    |    |    |   |    |                  |                                        |
| 2007.                                                                                | "Flå" (feat. Ruus)             | —  | —  | —  | —  | —  | — | —  |                  | Tæt på                                 |
| 2007.                                                                                | "Et øjeblik" (feat. Joe True)  | —  | —  | —  | —  | —  | — | —  |                  | Tæt på                                 |
| 2007.                                                                                | "Satser alt"                   | —  | —  | —  | —  | —  | — | —  |                  | singl bez albuma                       |
| 2007.                                                                                | "Alene"                        | —  | —  | —  | —  | —  | — | —  |                  | Tæt på                                 |
| 2008.                                                                                | "Okay (Artmus Remix)"          | —  | —  | —  | —  | —  | — | —  |                  | singl bez albuma                       |
| 2008.                                                                                | "Kun for mig"                  | 1  | —  | —  | —  | —  | — | —  | DEN: 3x Platinum | Velkommen til Medina                   |
| 2009.                                                                                | "Kun for mig" (feat. Burhan G) | —  | —  | —  | —  | —  | — | —  |                  | singl bez albuma                       |
| 2009.                                                                                | "Kun for dig" (feat. L.O.C.)   | —  | —  | —  | —  | —  | — | —  |                  | Velkommen til Medina (Special Edition) |
| 2009.                                                                                | "Velkommen til Medina"         | 1  | —  | —  | —  | —  | — | —  | DEN: Platinum    | Velkommen til Medina                   |
| 2009.                                                                                | "Ensom"                        | 2  | —  | —  | —  | —  | — | —  | DEN: Platinum    | Velkommen til Medina                   |
| 2010.                                                                                | "Vi to"                        | 2  | —  | —  | —  | —  | — | —  | DEN: Gold        | Velkommen til Medina                   |
| Engleski singlovi                                                                    |                                |    |    |    |    |    |   |    |                  |                                        |
| 2010                                                                                 | "You and I"                    | 23 | 10 | 42 | 30 | 25 | 3 | 39 |                  | Welcome to Medina                      |
| 2010                                                                                 | "Lonely"                       | —  | 26 | —  | —  | 48 | — | —  |                  | Welcome to Medina                      |
| 2010                                                                                 | "Selfish"                      | —  | —  | —  | —  | —  | — | —  |                  | Welcome to Medina                      |
| 2010                                                                                 | "Addiction"                    | 3  | 59 | —  | —  | —  | — | —  |                  | Welcome to Medina                      |
| "—" znači da album nije izdan u toj državi ili nije dosegao mjesto na top ljestvici. |                                |    |    |    |    |    |   |    |                  |                                        |

### Suradnički singlovi
| 2009.                                                                                | "100 dage" (Thomas Helmig feat. Medina) | 1 | DEN: Platinum | Tommy Boy |
| 2010.                                                                                | "Mest ondt" (Burhan G feat. Medina)     | 1 | DEN: Platinum | Burhan G  |
| "—" znači da album nije izdan u toj državi ili nije dosegao mjesto na top ljestvici. |                                         |   |               |           |

## Vanjske poveznice
- Službena stranica (engl.)
- Službena stranica  Arhivirana inačica izvorne stranice od 29. siječnja 2011. (Wayback Machine) (njem.)
- Medina Shop  Arhivirana inačica izvorne stranice od 31. siječnja 2011. (Wayback Machine)